# Exercis

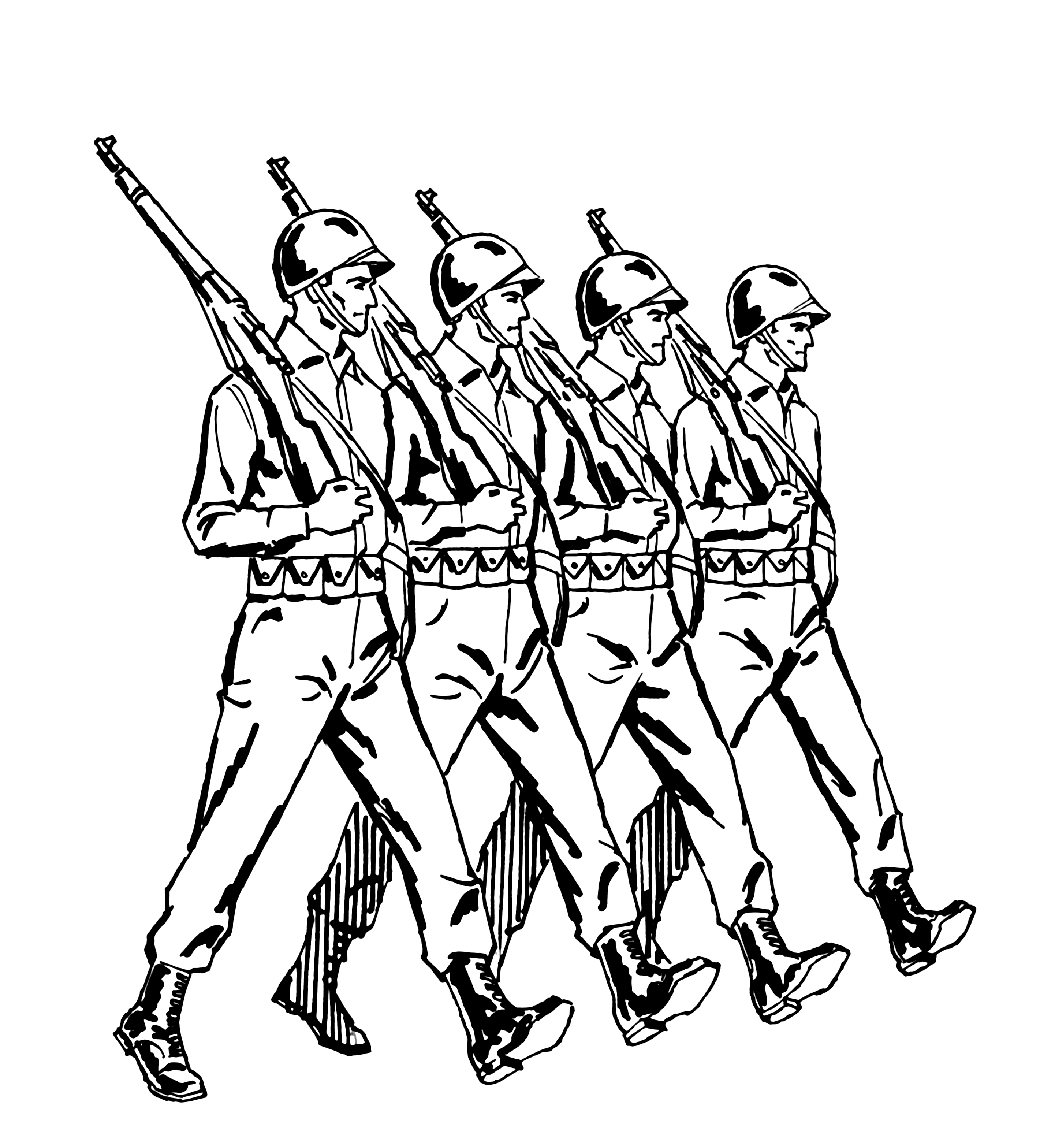
Figur från exercismanual föreställandes marschering jämsides.

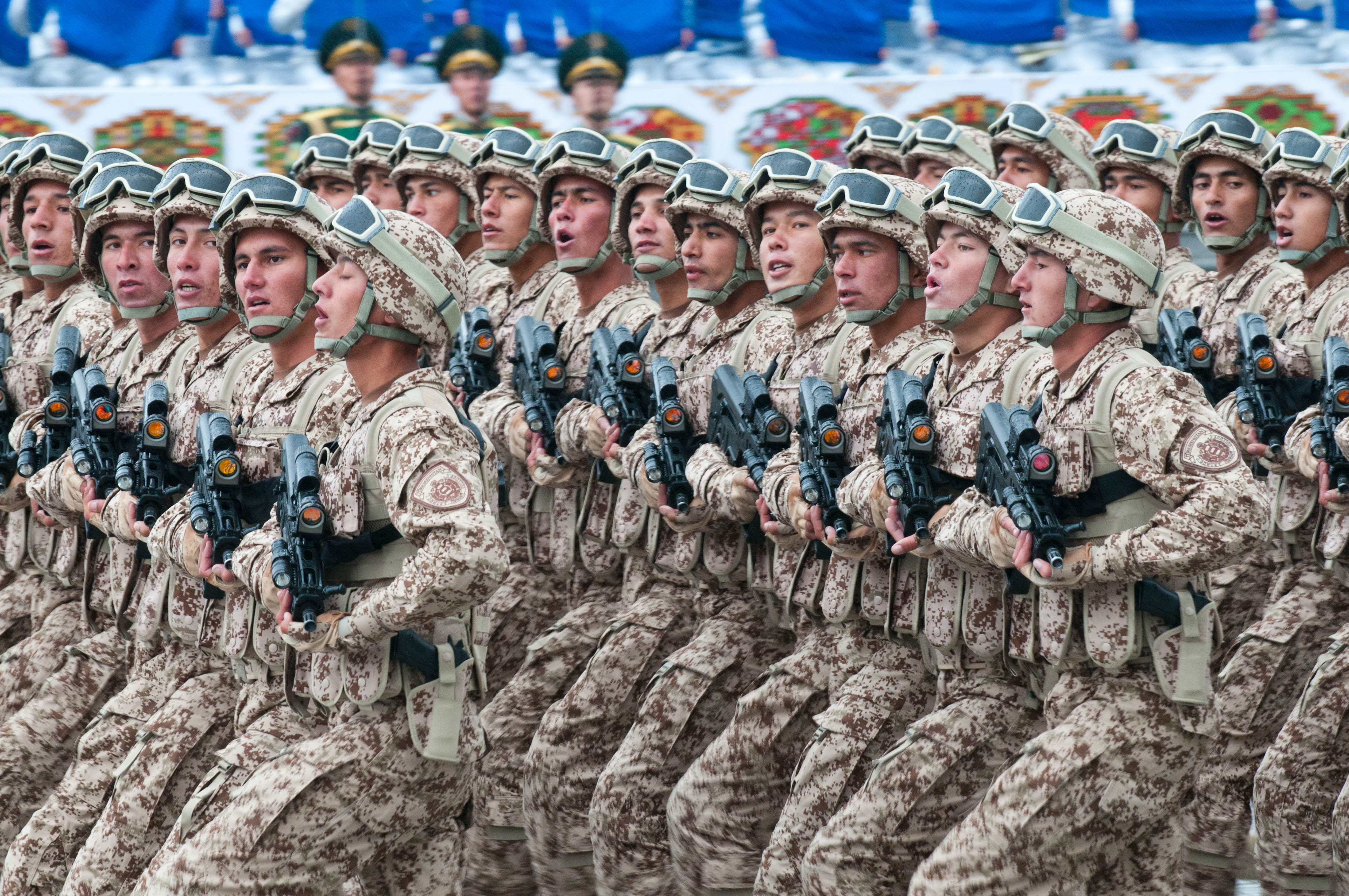
Exercis i Asjkhabad.

Exercis, även militärdrill (ej att förvexla med preusseri), är i krigsväsendet truppers övning med avseende på rörelser, vapenhantering – dock i allmänhet ej vapenvård – och i (äldre) stridsformationer.
Exercisen har till uppgift först och främst att lära soldaten väl nyttja sitt vapen och med lätthet utföra alla de rörelser, vilka förekommer i trupp, samt därjämte att bibringa truppavdelningarna (från kompaniet till brigaden) förmåga att verkställa alla de rörelser, som betingas av deras stridsverksamhet. Exercisen har ännu en uppgift, nämligen att vänja soldaten vid den disciplin, den uppmärksamhet och den snabbhet (både i uppfattning och handling), som är nödvändiga för en soldat, samt att fysiskt träna soldaten.
Den enskilda utbildningen verkställs i exercishus eller på en exercisplats med jämn och fast mark, alltefter klimatets fordringar; inövandet av stridsformerna sker på exercisplatsen, varefter man övergår till exercis i terrängen eller tillämpningsövningar, där de inlärda rörelserna tillämpas.
Grekerna och då i synnerhet spartanerna, vilka var utmärkta soldater, exercerade ganska mycket, likaså romarna: "krigshär" heter på latin exercitus, det vill säga 'en till krig övad skara'. Under medeltiden stred var och en för egen räkning, och först mot dess slut infördes exercis i Karl den djärves och Ludvig XI av Frankrikes härar. Med införandet av stående härar kom exercisen åter till heders, och dess betydelse har ännu mera ökats i modern tid. Detta främst då soldatens tjänstetid blivit kortare, samtidigt som de fordringar man ställer på soldaten är fortsatt stora – dock måste exercisen numera träda tillbaka för andra utbildningsgrenar, såsom fälttjänst och skytte, med mera.

## Begrepp som används i exercis
- Lystringsgrad
- Uppställning
- Enskild ställning
- Manöverställning
- Marsch

## Exercisammunition
Exercisammunition är olika former av skarp och blind ammunition som används för exercis.
- Skarp exercisammunition
- Blind exercisammunition